# Filmåret 1926

## Årets filmer

### A - G
- Bröllopet i Bränna
- Charleys tant
- Den röda bokstaven
- Die Abenteuer des Prinzen Achmed
- Die letzte Droschke von Berlin
- Dollarmillionen
- Don Juan
- Ebberöds bank
- En sommarfilm utan namn
- Farbror Frans
- Faust
- Flickan i frack
- Flickorna Gyurkovics
- Flickorna på Solvik
- Fresterskan
- Fänrik Ståls sägner-del I
- Fänrik Ståls sägner-del II
- Giftas
- Glomdalsbruden

### H - N
- Hennes kungarike
- Hon, den enda
- Hon, Han och Andersson
- Klovnen
- Lyckobarnen
- Min fru har en fästman
- Moana, solens son
- Mordbrännerskan

### O - U
- Salig Mathias Pascal
- Shejkens son
- Sven Klingas levnadsöde
- Till Österland

### V - Ö
- Virveln
- Vägarnas kung
- Världens ondska
- Åtrå

## Födda
- 5 januari – Maria Schell, österrikisk skådespelare.
- 7 januari – Gudrun Henricsson, svensk skådespelare och sångare.
- 11 januari – Sten G Camitz, svensk regissör, fotograf, klippare och filosof.
- 23 januari – Lars Björne, svensk filmfotograf.
- 27 januari
  - Marit Bergson, svensk skådespelare och scripta.
  - Ingrid Thulin, svensk skådespelare.
- 25 februari – Eva Bergh, norsk skådespelare.
- 15 mars – Peter Shaffer, brittisk författare, dramatiker och manusförfattare.
- 16 mars – Jerry Lewis, amerikansk skådespelare, komiker, filmproducent, manusförfattare och regissör.
- 27 mars – Ulf von Zweigbergk, svensk skådespelare.
- 28 mars – Ullacarin Rydén, svensk skådespelare.
- 5 april – Roger Corman, amerikansk regissör, producent och manusförfattare.
- 9 april – János Herskó, ungersk regissör, skådespelare och manusförfattare.
- 16 april – Hans Bendrik, svensk skådespelare och dramatiker.
- 17 april – John Harryson, svensk skådespelare.
- 21 april – Tord Peterson, svensk skådespelare.
- 22 april – Harald Leipnitz, tysk skådespelare.
- 24 april – Elsa-Marianne von Rosen, svensk balettdansös, koreograf och skådespelare.
- 30 april – Cloris Leachman, amerikansk skådespelare.
- 5 maj – Åke Harnesk, svensk skådespelare.
- 18 maj – Dirch Passer, dansk skådespelare och manusförfattare.
- 1 juni – Marilyn Monroe, amerikansk skådespelare.
- 6 juni – Lars Ekborg, svensk skådespelare.
- 8 juni – Nine-Christine Jönsson, svensk författare, manusförfattare och skådespelare.
- 10 juni – Brita Borg, svensk sångare, skådespelare och revyartist.
- 23 juni – Lars Johan Werle, svensk kompositör, arrangör av filmmusik.
- 28 juni – Mel Brooks, amerikansk komiker, regissör och skådespelare.
- 13 juli – Arne Ragneborn, svensk skådespelare, regissör och manusförfattare.
- 14 juli – Harry Dean Stanton, amerikansk skådespelare.
- 16 juli – Sigyn Sahlin, svensk skådespelare.
- 21 juli – Norman Jewison, kanadensisk filmregissör, filmproducent, skådespelare och manusförfattare.
- 24 juli – Margreth Weivers, svensk skådespelare.
- 3 augusti
  - Vanja Rodefeldt, svensk skådespelare.
  - Arne Stivell, svensk filmproducent, regissör, skådespelare och musiker.
- 4 augusti – Bengt Lagerkvist, svensk regissör, manusförfattare och författare.
- 19 augusti – Angus Scrimm, amerikansk skådespelare och journalist.
- 5 september – Bojan Westin, svensk skådespelare.
- 9 september – Jan-Olof Strandberg, svensk skådespelare, teaterchef och regissör.
- 13 september – Nils Nygren, svensk skådespelare.
- 18 september – Inger Juel, svensk skådespelare och sångare.
- 13 oktober – Carl-Michael Alw, svensk skådespelare.
- 18 oktober – Klaus Kinski, tysk skådespelare.
- 24 november – Toralv Maurstad, norsk skådespelare.
- 30 november – Richard Crenna, amerikansk skådespelare.
- 11 december – Berit Gustafsson, svensk skådespelare.
- 17 december – Rolf Carlsten, svensk artist, regissör och skådespelare.

## Avlidna
- 21 april – Alva Garbo, 22, svensk skådespelare.
- 23 augusti – Rudolph Valentino, 31, italienskfödd amerikansk skådespelare.